# Аскино (Архангельский район)
Аскино (баш. Асҡын) — деревня в Арх-Латышском сельсовете Архангельского района Республики Башкортостан России.
С 2005 современный статус.

## Население
| 2002 | 2009 | 2010 |
| ---- | ---- | ---- |
| 7    | ↘4   | ↘2   |

Национальный состав
Согласно переписи 2002 года, преобладающая национальность — башкиры (100 %).

## Географическое положение
Расстояние до:
- районного центра (Архангельское): 25 км,
- центра сельсовета (Максим Горький): 10 км,
- ближайшей железнодорожной станции (Приуралье): 31 км.

## История
Статус деревня, сельского населённого пункта, посёлок получил согласно Закону Республики Башкортостан от 20 июля 2005 года N 211-з «О внесении изменений в административно-территориальное устройство Республики Башкортостан в связи с образованием, объединением, упразднением и изменением статуса населенных пунктов, переносом административных центров», ст.1:

6. Изменить статус следующих населенных пунктов, установив тип поселения - деревня:

3)в Архангельском районе:…

а) поселка Аскино Арх-Латышского сельсовета